# Langrenus (hố)

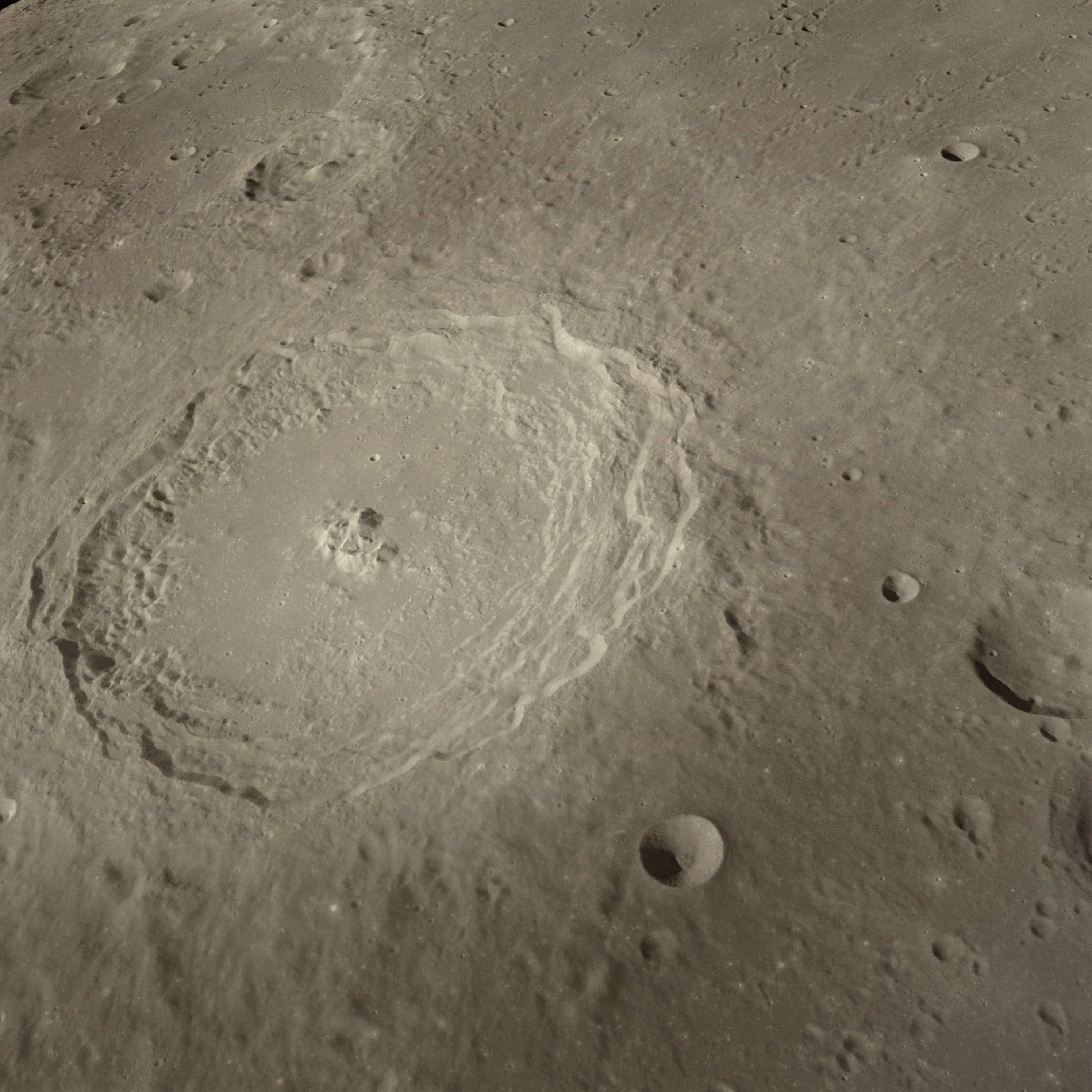
Tầm nhìn từ Apollo 8. Trong suốt nhiệm vụ, phi hành gia James Lovell mô tả Langrenus là "một hố khá lớn; nó có một cái nón ở giữa. Vành tường của hố được đắp cao thành những bậc thang, khoảng sáu hoặc bảy bậc."

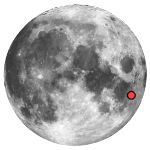
Vị trí của hố

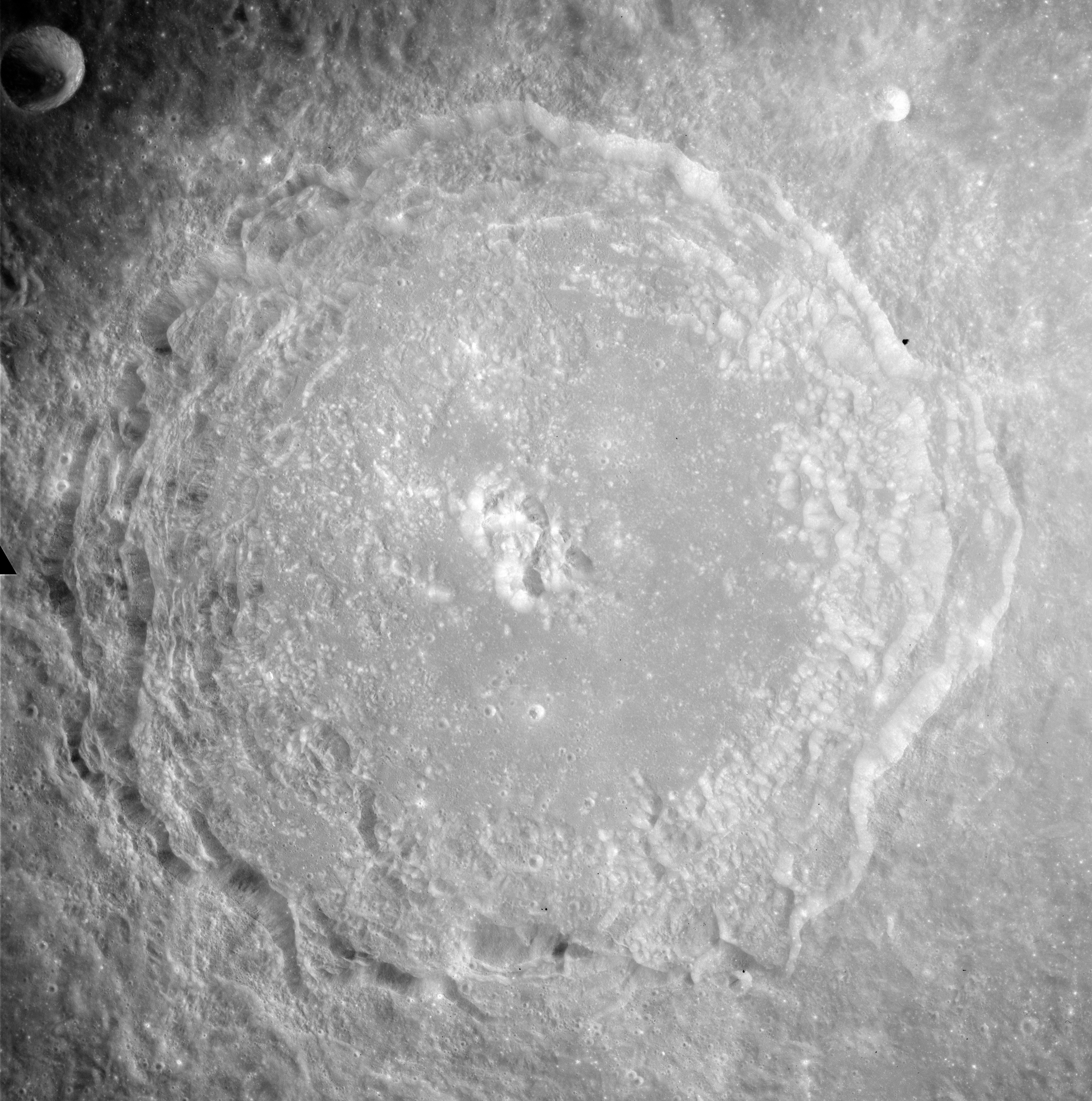
Hình chụp từ Apollo 15

Langrenus là một hố va chạm dễ nhìn thấy nằm ở gần vành rìa phía đông của Mặt Trăng. Hình dạng của hố có hơi tròn, vì sự phóng đại nên hố xuất hiện như một hình thuôn. Hố nằm ở bên bờ đông của Mare Fecunditatis. Về phía nam của hố có một cặp hố chồng chéo là hố Vendelinus và hố nhỏ hơn Lamé.
Phần bên trong vành tường của hố Langrenus rất rộng và có những bậc thang kỳ quặc, với độ dài trung bình là 20 km. Phần bên trong của hố có suất phản chiếu cao hơn những phần xung quanh, nên khi Mặt Trời đi qua nó, hố dễ dàng được nhìn thấy. Thềm hố được lấp đầy bởi những tảng đá, và được sắp xếp lộn xộn ở phần thềm phía tây bắc. Đỉnh giữa dài khoảng 1 km tính từ thềm hố, và đỉnh ở rìa phía đông tăng dần đến độ cao khoảng 3 km.
Trong quá khứ, hố này không được chọn làm nơi quan sát hiện tượng thuấn biến Mặt Trăng. Tuy nhiên, vào ngày 30 tháng 12 năm 1992, Audouin Dollfus của Đài thiên văn Paris quan sát thấy một chùm ánh sáng phản chiếu trên hố này bằng cách dùng kính thiên văn 1m. Những chùm sáng này thay đổi hình dạng theo thời gian, và Giáo sư Dollfus bày tỏ rằng hiện tượng này giống như một quá trình thải khí gas. Những vết nứt trên thềm của hố có thể là nguồn khí gas.
Nhà thiên văn học người Hà Lan Michel Florent van Langren là người đầu tiên vẽ bản đồ Mặt Trăng trong khi đặt tên nhiều tính chất vào năm 1645. Ông đặt tên của chính mình cho hố này. Một cách mỉa mai thay, đây là tên duy nhất được giữ lại trong công trình thiết kế của ông.

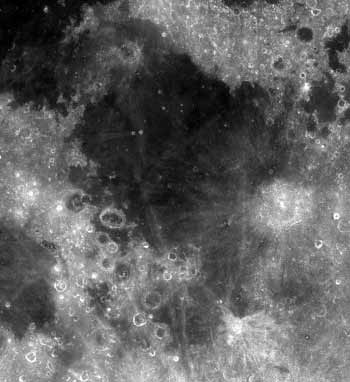
Ở bờ phía đông của Mare Fecunditatis là hố Langrenus, một vùng xám sáng ở bên phải chính giữa của tấm hình.

## Hố vệ tinh
Theo quy ước, những tính chất này được xác định trên bản đồ bằng cách đặt từng chữ cái là tâm của các hố vệ tinh gần với Langrenus nhất.
| Langrenus | Vĩ độ   | Kinh độ | Đường kính |
| --------- | ------- | ------- | ---------- |
| E         | 12.7° N | 60.6° Đ | 30 km      |
| G         | 12.1° N | 65.4° Đ | 23 km      |
| H         | 8.0° N  | 64.3° Đ | 23 km      |
| L         | 13.2° N | 62.2° Đ | 12 km      |
| M         | 9.8° N  | 66.4° Đ | 17 km      |
| N         | 9.0° N  | 65.7° Đ | 12 km      |
| P         | 12.1° N | 63.1° Đ | 42 km      |
| Q         | 11.9° N | 60.7° Đ | 12 km      |
| R         | 7.7° N  | 63.6° Đ | 5 km       |
| S         | 6.7° N  | 64.7° Đ | 9 km       |
| T         | 4.6° N  | 62.5° Đ | 42 km      |
| U         | 12.6° N | 57.1° Đ | 4 km       |
| V         | 13.2° N | 55.9° Đ | 5 km       |
| W         | 8.6° N  | 67.3° Đ | 23 km      |
| X         | 12.4° N | 64.7° Đ | 25 km      |
| Y         | 7.8° N  | 66.9° Đ | 27 km      |
| Z         | 7.1° N  | 66.4° Đ | 20 km      |

Nhiều hố vệ tinh quan trọng xung quanh Langrenus đã được đặt tên lại bởi Hiệp hội Thiên văn Quốc tế (IAU).
- Langrenus A — Xem Barkla.
- Langrenus B — Xem Naonobu.
- Langrenus C — Xem Acosta.
- Langrenus D — Xem Al-Marrakushi.
- Langrenus F — Xem Bilharz.
- Langrenus J — Xem Somerville.
- Langrenus K — Xem Atwood.

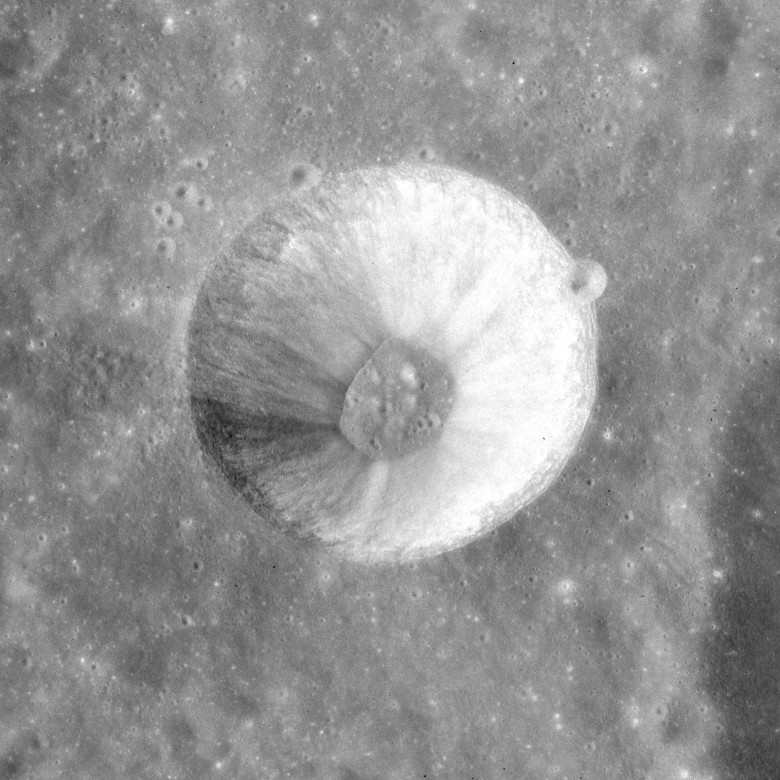
Langrenus M
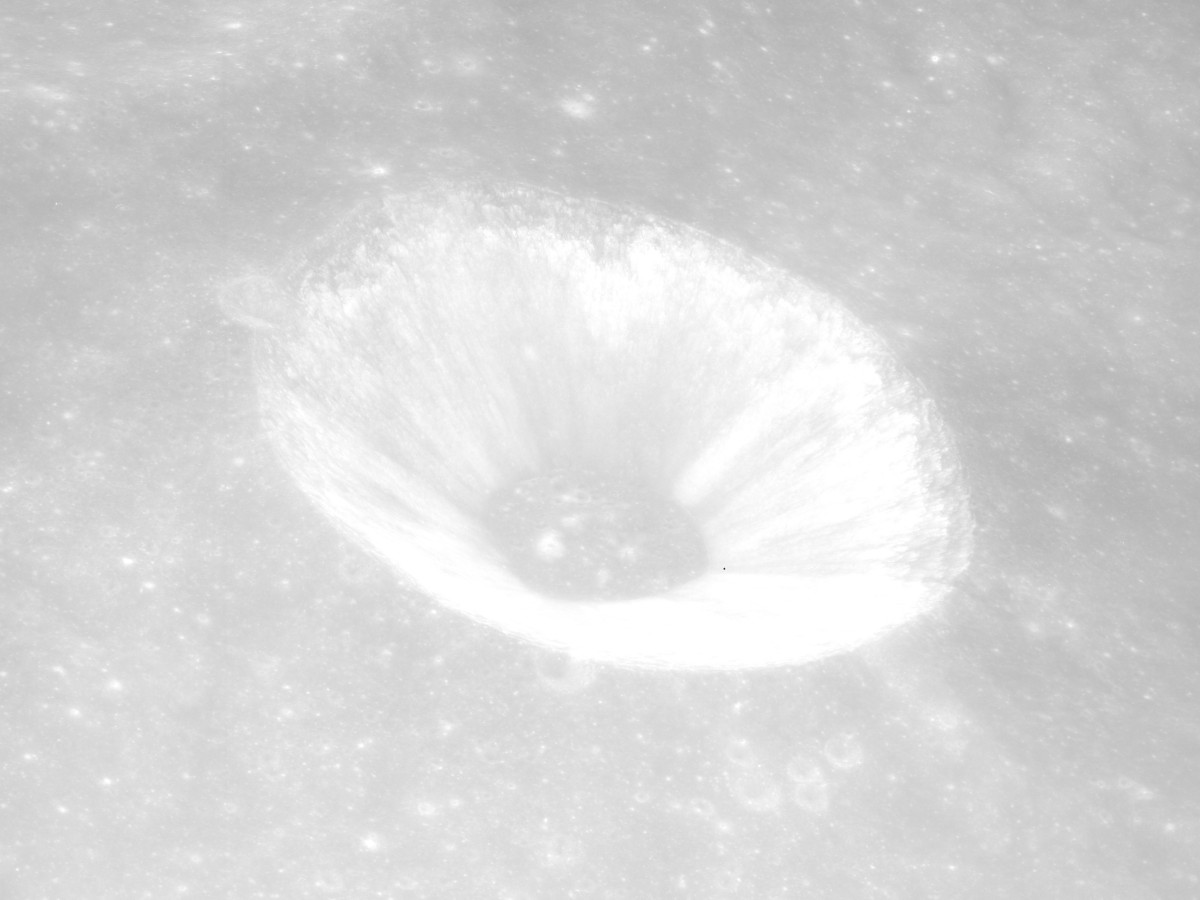
Langrenus M
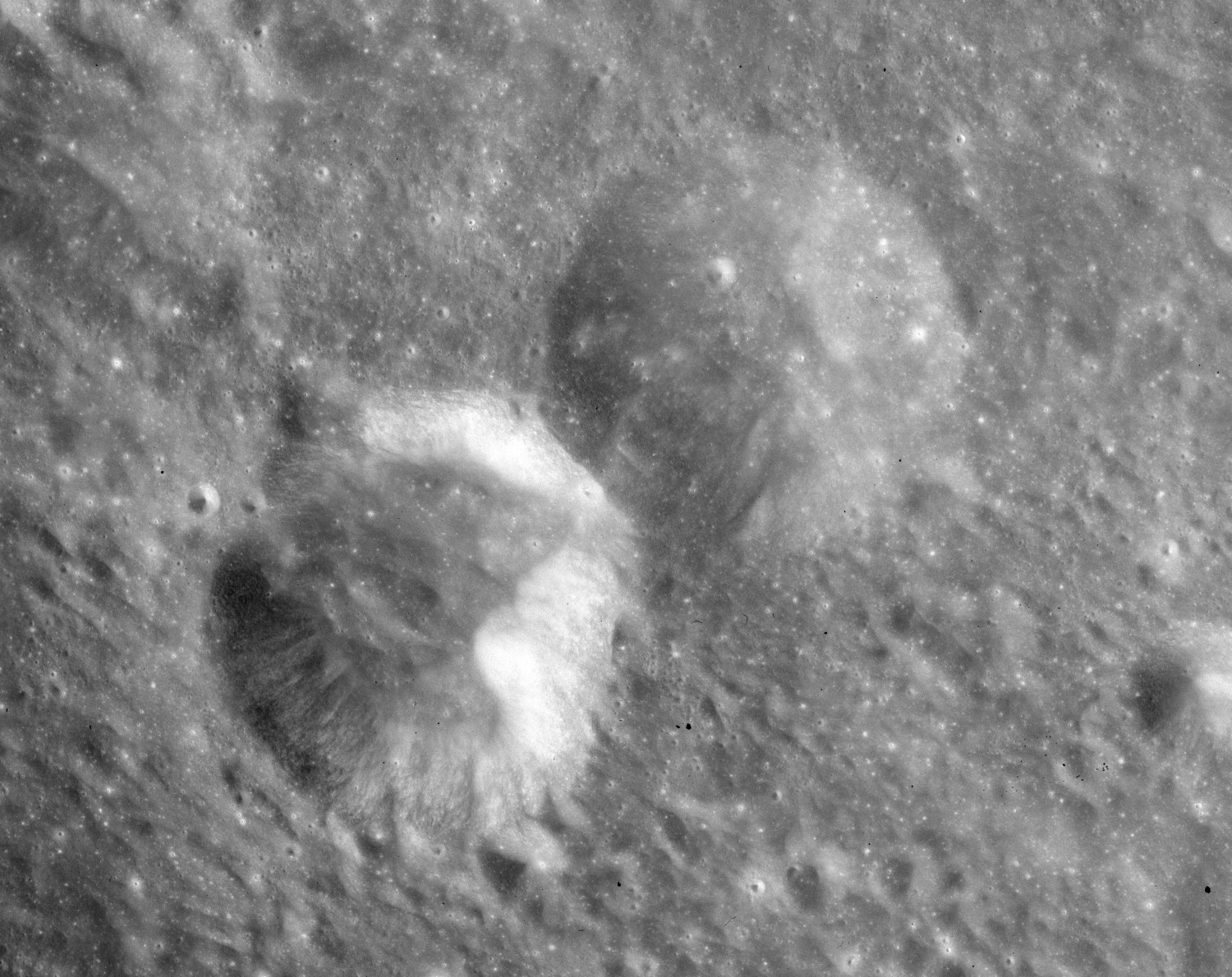
Langrenus X (trái dưới) và hố không có tên (phải trên)